# أندريه بيرنير
أندريه بيرنير هو سياسي كندي، ولد في 29 أكتوبر 1930 في ويندسور ‏ في كندا، وتوفي في 29 مايو 2012 في لونغوي في كندا. نشط حزبياً في Social Credit Party of Canada ‏. وقد انتخب عضو مجلس العموم الكندي.